# Blind Channel
Blind Channel es una banda de violent pop fundada en Oulu, Finlandia, en 2013. La banda, compuesta por cinco miembros, define su música con el término "violent pop" (pop violento) y ya ha lanzado un total de tres álbumes de estudio. Asimismo, en febrero de 2018, recibió una nominación en la Emma Gaala. En 2021, la banda representó a Finlandia en el Festival de Eurovisión con la canción "Dark Side".

## Carrera

### Revolutions (2016)
Después de dos lanzamientos autoeditados, Blind Channel participó de manera exitosa en el Wacken Open Air de 2014, uno de los festivales de heavy metal más importantes de Europa. En el mismo año, la banda firmó un contrato discográfico con Ranka Kustannus, creada por Riku Pääkkönen, fundador de Spinefarm Records.
En octubre de 2015, la banda anunció que iba a grabar su álbum debut. Tras acabar las grabaciones en febrero, el primer sencillo del álbum "Unforgiving" fue lanzado en junio de 2015. Asimismo, el álbum debut Revolutions fue lanzado el 1 de octubre de 2016, el cual recibió una calificación positiva en la crítica.
En junio de 2016, Blind Channel fue elegida como telonera de la banda canadiense Simple Plan en cuatro conciertos, los cuales se llevaron a cabo en Finlandia y todos los países bálticos. Desde principios de 2017, el grupo hizo lo propio con Royal Republic y más tarde, en primavera, también en la gira Amaranthe Finland.

### Blood Brothers (2018)
En diciembre de 2017, Blind Channel finalizó la grabación de su segundo álbum de estudio. El primer sencillo, "Sharks Love Blood", fue lanzado en octubre de ese año, mientras que el álbum Blood Brothers fue lanzado en abril de 2018.
En febrero del mismo año, los Blind Channel fueron teloneros de Hollywood Undead, que tocó en la pista de hielo de Helsinki. Los miembros de la banda terminaron discutiendo después del concierto en la trastienda, y finalmente se le pidió a Blind Channel que actuara antes de Hollywood Undead en otras cuatro giras europeas. En mayo, Blind Channel tocó por primera vez en Tavastia Club como intérprete principal. Después del lanzamiento del álbum, la banda comenzó una gira en junio, que incluyó conciertos en Finlandia y en el extranjero.
En diciembre de 2018, Blind Channel realizó una gira por Reino Unido con All That Remains y Sevendust. Después de la gira, Blood Brothers fue nominada para la Emma Galaa en la categoría de rock del año.

### Violent Pop (2020)
En noviembre de 2018, Blind Channel lanzó el primer sencillo de su tercer álbum, "Over My Dead Body". En marzo de 2019, la banda lanzó una canción llamada "Timebomb", en la que se escuchaba a Alex Mattson como artista invitado. Con la colaboración, Blind Channel también terminó realizando un concierto conjunto más tarde ese año con él. Además, el tercer álbum de estudio, Violent Pop, fue lanzado en abril de 2020.
En octubre de 2020, la banda anunció que Alex Mattson se uniría a ellos como su sexto miembro. Este toca sintetizadores y percusión, además de producir la música.
En enero de 2021, se anunció que Blind Channel sería uno de los siete finalistas de UMK 2021, la preselección finlandesa para el Festival de Eurovisión, con la canción "Dark Side". La banda ganó la competición y representó a Finlandia en Eurovisión 2021 logrando la máxima puntuación en su semifinal y un sexto puesto en la final.

## Integrantes
Miembros
- Joonas Porko – guitarrista
- Niko Moilanen – vocalista
- Olli Matela – bajista
- Tommi Lalli – baterista
- Aleksi Kaunisvesi – sampler percusión, DJ

Exmiembros
- Joel Hokka – vocalista

## Discografía

### Álbumes de estudio
- Revolutions (2016)
- Blood Brothers (2018)
- Violent Pop (2020)
- Lifestyles of the Sick & Dangerous (2022)
- Exit Emotions (2024)

### Sencillos
- ”Naysayers” (2014)
- ”Calling Out” (2014)
- ”Unforgiving” (2015)
- ”Foreshadow” EP (2015)
- ”Don't” (2015)
- ”Darker Than Black” (2016)
- ”Deja Fu” (2016)
- ”Enemy For Me” (2016)
- ”Can't Hold Us” (2017)
- ”Alone Against All” (2017)
- ”Sharks Love Blood” (2017)
- ”Wolfpack” (2018)
- ”Out of Town” (2018)
- ”Over My Dead Body” (2018)
- ”Timebomb (feat. Alex Mattson)” (2019)
- ”Snake (feat. GG6)” (2019)
- ”Died Enough For You” (2019)
- ”Fever” (2020)
- ”Gun” (2020)
- ”Left Outside Alone” (2020)
- ”Dark Side” (2021)
- ”Balboa” (2021)
- ”We Are No Saints” (2021)
- ”Bad Idea” (2022)
- ”Don't Fix Me” (2022)
- ”Alive or Only Burning” (feat. Zero 9:36)
- ”FLATLINE” (2023)
- ”Happy Doomsday” (2023)
- ”DEADZONE” (2023)
- "DIE ANOTHER DAY FEAT RORY" (2023)